# کلاود (بازی ویدئویی)
کلاود (به انگلیسی: Cloud) یک بازی ویدئویی مستقل در سبک معمایی است که توسط تیمی از دانشجویان دانشگاه کالیفرنیای جنوبی ساخته شده است. این بازی در ۲۴ اکتبر ۲۰۰۵ برای مایکروسافت ویندوز منتشر شده است.
داستان بازی دربارهٔ پسری است که رویای پرواز در سر دارد در حالی که روی تخت بیمارستان خوابیده است. این مفهوم تا حدودی بر اساس دوران کودکی طراح اصلی بازی جنووا چن بود؛ او اغلب به دلیل آسم در بیمارستان بستری می‌شد و زمانی که در اتاقش تنها بود، خیال‌بافی می‌کرد. بازیکن در نقش پسر، در یک دنیای رؤیایی پرواز می‌کند و با کنترل ابرها معماها را حل می‌کند. این بازی قصد داشت احساساتی را در بازیکن ایجاد کند که در صنعت بازی ویدئویی معمولاً نادیده گرفته می‌شد.
کلاود برنده جایزه بهترین فلسفه دانش‌آموزی در مسابقات جشنواره بین‌المللی فیلم اسلم دنس در سال ۲۰۰۶ شد. بازی با واکنش‌های مثبتی از سوی منتقدان همراه بود، که جلوه‌های بصری، موسیقی و فضای آرامش‌بخش آن را به‌عنوان نکات مهم ذکر کردند.